# 沙磁文化
抗日战争时期，国府内迁重庆，随之而来的许多文化届人士也在重庆暂居。他们集中居住与重庆的沙坪坝、磁器口两镇。而在这段特定的历史背景下，迁居重庆的文化人中所产生的一种文化就叫做沙磁文化。
沙磁文化区由前重庆大学校长胡庶华极力倡导。1938年2月6日，沙磁文化区在重庆大学宣告成立，并于1938年3月30日正式成立了“沙坪坝文化区自冶委员会”。
沙坪坝区政府宣布从2008年开始，将每年的3月30日定为沙磁文化日。